# جک بیکام
جک بیکام (انگلیسی: Jack Beacham; ۱۵ اوت ۱۹۰۲ – ۱۴ مهٔ ۱۹۸۲) بازیکن فوتبال اهل بریتانیا بود.
از باشگاه‌هایی که در آن بازی کرده‌است می‌توان به باشگاه فوتبال ویموث، باشگاه فوتبال گیلینگام، باشگاه فوتبال ووستر سیتی، و باشگاه فوتبال برنتفورد اشاره کرد.